# 이니고 디아스 데 세리오
이니고 디아스 데 세리오 코네헤로(스페인어: Iñigo Díaz de Cerio Conejero, 1984년 5월 15일, 바스크 주 산 세바스티안 ~)는 스페인의 전직 축구 선수로, 현역 시절 스트라이커로 활약했다.

## 클럽 경력
데 세리오는 바스크 주 산 세바스티안 출신이다. 레알 소시에다드의 유소년부를 졸업한 그는 2005-06 시즌에 2군 소속으로 3부 리그 4개조 통합 득점왕이었고, 2006년 2월 12일, 0-1로 패한 아틀레티코 마드리드와의 원정 경기에서 라 리가 신고식을 치렀다. 2007-08 시즌, 그는 2부 리그에서 16골을 넣었고, 소속 구단은 리그를 4위로 마감해 1개 순위 차이로 1부 리그 승격을 놓쳤다.
2008년 11월 8일, 디아스 데 세리오는 에이바르의 시고르와 충돌하여 오른쪽 정강뼈와 종아리뼈가 골절되는 중상을 입었다. 수술을 성공적으로 마쳤으나, 구단 의료진은 그의 재활 속도가 "매우 느리다"고 내다보았고, 시즌 남은 기간 대부분을 빠졌다.
2009년 6월, 디아스 데 세리오는 에레알라와의 계약이 만료되면서 이웃 아틀레틱 빌바오와 4년 계약을 맺고 이적했다. 2009년 11월 5일, 그는 부상을 당한 이래 거의 1년이 되어서 현장에 복귀했는데, 1-1로 비긴 나시오날과의 유로파리그 조별 리그 경기에서 30분 출전했다.
2010년 8월 13일, 코르도바는 디아스 데 세리오의 1년 임대를 확정했다. 그러나, 그 다음 이적 시장에서 아틀레틱 빌바오가 그의 임대 영입을 해지했다.
2011년부터 2014년까지 디아스 데 세리오는 2부 리그에서 활약했고, 누만시아와 미란데스 소속으로 도합 22골을 기록했다. 그러나, 2014년 6월, 그는 불과 30세에 현역 은퇴를 선언했다.